# U-1065
| U-1065                       | U-1065                                                         | U-1065                                                         |
| ---------------------------- | -------------------------------------------------------------- | -------------------------------------------------------------- |
|                              |                                                                |                                                                |
|                              |                                                                |                                                                |
| U-1065 під повітняною атакою |                                                                |                                                                |
| Під прапором                 | Третій рейх                                                    | Третій рейх                                                    |
| Спуск на воду                | 3 серпня 1944 року                                             | 3 серпня 1944 року                                             |
| Виведений зі складу флоту    | 9 квітня 1945 року                                             | 9 квітня 1945 року                                             |
| Сучасний статус              | затоплений                                                     | затоплений                                                     |
| Проєкт                       |                                                                |                                                                |
| Тип ПЧ                       | Торпедний ДПЧ                                                  | Торпедний ДПЧ                                                  |
| Основні характеристики       |                                                                |                                                                |
| Швидкість (надводна)         | 17,7 вузлів                                                    | 17,7 вузлів                                                    |
| Швидкість (підводна)         | 7,6 вузлів                                                     | 7,6 вузлів                                                     |
| Робоча глибина занурення     | 120 м                                                          | 120 м                                                          |
| Гранична глибина занурення   | 250 м                                                          | 250 м                                                          |
| Екіпаж                       | 44 осіб                                                        | 44 осіб                                                        |
| Розміри                      |                                                                |                                                                |
| Довжина найбільша (по КВЛ)   | 67,1 м                                                         | 67,1 м                                                         |
| Ширина корпусу найб.         | 6,2 м                                                          | 6,2 м                                                          |
| Висота                       | 9,6 м                                                          | 9,6 м                                                          |
| Середня осадка (по КВЛ)      | 4,70 м                                                         | 4,70 м                                                         |
| Водотоннажність надводна     | 769 т                                                          | 769 т                                                          |
| Озброєння                    |                                                                |                                                                |
| Артилерія                    | одна палубна гармата калібру 88-мм, одна 20-мм зенітна гармата | одна палубна гармата калібру 88-мм, одна 20-мм зенітна гармата |
| Торпедно- мінне озброєння    | 4 носових і один кормовий ТА. 14 торпед                        | 4 носових і один кормовий ТА. 14 торпед                        |

U-1065 — німецький підводний човен типу VIIC/41 часів Другої світової війни.
Замовлення на будівництво човна було віддане 14 жовтня 1941 року. Човен був закладений на верфі суднобудівної компанії «F. Krupp Germaniawerft AG» у місті Кіль 23 серпня 1943 року під заводським номером 702, спущений на воду 3 серпня 1944 року, 23 вересня 1944 року увійшов до складу 5-ї флотилії. Єдиним командиром човна був оберлейтенант-цур-зее Йоганнес Паніц.
Човен зробив 1 бойовий похід, в якому не  потопив та не пошкодив жодного судна.
Потоплений 9 квітня 1945 року у Каттегаті північно-західніше Гетеборгу (57°58′ пн. ш. 11°15′ сх. д. / 57.967° пн. ш. 11.250° сх. д.) обстрілом та ракетами з 10 британських літаків «Москіто». Всі 45 членів екіпажу загинули.